# Erice (vino)
Erice è un vino DOC istituito con decreto del 20/10/04 pubblicato sulla gazzetta ufficiale del 04/11/04 n 253 e modificato con decreto del 20/05/11 pubblicato sulla gazzetta ufficiale del 15/06/11 n 137.
Abbraccia vini prodotti nell'area collinare circostante il territorio dell'agro ericino, i cui vigneti sono situati tra i 200 e i 650 metri d'altitudine, in parte dei comuni di Buseto Palizzolo, Erice, Valderice, Custonaci, Castellammare del Golfo, Trapani. Tutti in provincia di Trapani. 

## I vini della DOC
Conosciuti sin dall'antichità nelle varietà bianco, rosso e passito, oggi esistono anche come spumante. Essi sono:
- Erice bianco
- Erice Ansonica o Inzolia
- Erice Catarratto
- Erice Grecanico
- Erice Grillo
- Erice Chardonnay
- Erice Müller-Thurgau
- Erice Sauvignon
- Erice vendemmia tardiva Zibibbo
- Erice vendemmia tardiva Sauvignon
- Erice Moscato
- Erice passito
- Erice spumante
- Erice rosso
- Erice rosso riserva
- Erice Nero d'Avola
- Erice Frappato
- Erice Perricone
- Erice Cabernet Sauvignon
- Erice Syrah
- Erice Merlot

## Tecniche di produzione
“Per i nuovi impianti ed i reimpianti la densità dei ceppi, in coltura specializzata, non può essere inferiore a:
- 3.500 ceppi/ettaro per i vitigni a bacca bianca
- 4.000 ceppi/ettaro per i vitigni a bacca nera.

Le forme di allevamento consentite sono l'alberello e la controspalliera.
È vietata ogni pratica di forzatura. È consentita l'irrigazione di soccorso .”
Tutte le operazioni di vinificazione debbono essere effettuate nel territorio dei comuni compresi nella DOC. L'imbottigliamento deve avvenire nella zona di vinificazione.